# Ибрахим ибн Мухаммад
Ибрахи́м ибн Муха́ммад (араб. إبرهيم بن محمد‎; ок. 630, Медина, совр. Саудовская Аравия — 632, там же) — сын исламского пророка Мухаммада и Марии аль-Кибтии.

## Биография
Родился в последний месяц 8 года по хиджре (ок. 630 г.). Его мать Мария была копткой, которая в 628 году была отправлена византийским наместником в Египте Мукаукисом в качестве подарка пророку Мухаммаду. Ребёнок был назван в честь пророка Ибрахима (Авраама), который считается общим предком арабов и евреев. Роды принимала жена Абу Рафи Сальма. Когда Абу Рафи сообщил пророку Мухаммаду, что у него родился сын, тот подарил ему раба. По арабской традиции, ребёнок был передан на попечение кормилицы Умм Сайф, жене кузнеца Абу Сайфа, которым Мухаммад дал несколько коз.
Через некоторое время после битвы при Табуке, когда Ибрахиму было шестнадцать или восемнадцать месяцев, он серьёзно заболел. Он был передан Марии и находился под её личным присмотром и присмотром её сестры Сирин. Когда стало ясно, что ребёнок не выживет, Мухаммаду сообщили об этом. Ат-Табари сообщает, что Ибрахим умер в возрасте 21 месяца.
По некоторым данным, омовение тела Ибрахима перед погребением совершила либо Умм Бурда, либо аль-Фадль ибн Аббас. Его несли на кладбище дядя пророка Мухаммада аль-`Аббас и другие сподвижники Пророка. Во главе погребальной молитвы был сам Мухаммад. После того, как могилу засыпали песком, Мухаммад полил могильный холм небольшим количеством воды и поставил в изголовье небольшой камень. Ибрахим был похоронен на кладбище аль-Баки.
Смерть Ибрахима совпала с солнечным затмением. Мусульмане стали говорить об этом как о чуде, говоря, что солнце затмилось в печали из-за смерти Ибрахима. Услышав это, пророк Мухаммад сообщил, как говорят, «Солнце и луна — это два из знамений Всевышнего Аллаха. Их затмение не связано ни со смертью, ни с рождением ни одного из смертных».
По сообщению аль-Балазури, Ибрахим скончался в начале июля 631 года. Однако информация о солнечном затмении помогает точнее выяснить дату его смерти. Третьего августа 631 года (29 рабиу-ль-ахир 10 г. х.) на Земле было солнечное затмение, однако, согласно современным астрономическим расчетам, это затмение не было видно в Мекке или Медине. Если Ибрахим родился в последний месяц 8 г. х, то 21 месяц приходится на месяц шавваль 10 г. х. (январь 632). Эта дата совпадает с солнечным затмением, произошедшем в понедельник 27 января 632 года (29 Шавваля 10 г. х.), при котором имело место 76% затемнение в Медине.